# MTSV Olympia Neumünster
MTSV Olympia Neumünster is een Duitse sportclub uit Neumünster in de deelstaat Sleeswijk-Holstein. De club werd opgericht in 1936 na een fusie tussen SC Olympia 1909 Neumünster en MTV 1859 Neumünster. De club is actief in voetbal, basketbal, boksen, atletiek, zwemmen, dansen, tennis, tafeltennis, turnen, aerobics en wintersport. 

## Geschiedenis

### SC Olympia 09
De club werd in 1909 opgericht en is de oudste voetbalclub van de stad. In 1919 promoveerde de club naar de hoogste klasse, maar kon door herstructurering daar maar één seizoen spelen. In 1921/22 speelde de club in de Nordkreisliga met verscheidene clubs uit Kiel, die de eerste vier plaatsen bezetten. Het jaar erop werd de Sleeswijk-Holsteinse competitie ingevoerd. De club speelde tot deze competitie ontbonden werd in 1933 en de beste notering was een derde plaats in 1929/30. De club kwalificeerde zich niet voor de Gauliga Nordmark in 1933.

### MTSV Olympia
Na de fusie in 1936 slaagde de club er ook niet in om de Gauliga te bereiken. Na de Tweede Wereldoorlog verzeilde de club in lagere reeksen. In 1952 promoveerde de club naar de Landesliga Schleswig-Holstein, toen de tweede klasse, maar kon er maar één jaar blijven. Na een nieuwe promotie in 1958 bleef de club twee jaar. Vanaf de jaren zeventig werd de club een liftploeg die vaak één of twee klassen steeg en daalde. In 1993 speelde de club nog maar in de Kreisklasse. Nadat er enkele jaren lang geen eerste elftal opgesteld werd begon de club in 2010 opnieuw in de Kreisklasse. De club kon enkele keren promoveren en speelt vanaf 2013 in de Verbandsliga, de zesde klasse. 